# Olaf S.K. Rybner Petersen
Olaf Severin Kristian Rybner Petersen f. Olaf Severin Christian Petersen ofte benævnt Olaf Rübner-Petersen (født 5. februar 1862 i Ormslev ved Århus, død 24. december 1919 på Frederiksberg) var den første bestyrer af Esbjerg Realskole og blev senere i 1890 leder af Esbjerg Handelsskole.
Rybner var en moderne og visionær skoleleder, som på Esbjerg Realskole blandt andet indførte sløjd, boldspil, husgerning samt undervisning, der var fælles for drenge og piger.
Da afskaffelsen af latinskolen med gymnasiereformen i 1903 åbnede muligheded for det, arbejdede Realskolen og Rybner for at oprette et af de nye gymnasier i Esbjerg. Dette arbejde førte til åbningen af Esbjerg Realskoles gymnasielinje i 1907, som først blev til Esbjerg Gymnasium (hvis navn er identisk med, men ellers er urelateret til det meget senere Esbjerg Gymnasium), som igen ved overtagelsen af staten i 1920 blev til Esbjerg Statsskole. I dag er Esbjerg Statsskole fusioneret med i første omgang Esbjerg Handelsskole og siden EUC Vest og hedder nu Rybners, netop opkaldt efter Olaf S.K. Rybner Petersen.
I 1910 blev han tildelt Dannebrogordenen.
Efter sin tid i Esbjergs skolevæsen emigrerede han til Dansk Vestindien, hvor han ligeledes fungerede som skoledirektør på øen Sankt Croix indtil sin død. Her interesserede han sig ud over skolearbejdet også for de indfødte børns vilkår og var aktivt med til at oprette et børnehjem i Frederiksted kaldet Ebenezer. Han var lærer for og foranledigede Victor Cornelins og Albertas rejse til København, med ønsket om at uddanne farvede lærere til at undervise på øerne. Rejsen indebar at de under megen offentlig opmærksomhed blev udstillet på Koloniudstillingen i 1906 i Tivoli.
Rybner blev gift to gange i sit livsforløb, da han i 1907, efter sin første kone Marie Westergaards død i 1905, indgik ægteskab med
Anna Gesner. På trods af fordomme fra begge sider tog han og hans kone en indfødt forældreløs pige med kælenavnet Prik i pleje hos sig .
Rybner har lagt navn til fusionen af Esbjerg Statsskole og Esbjerg Handelsskole, som fandt sted pr. 1/1-2011 under navnet Rybners Gymnasium.